# Basílica de San Miguel (Burdeos)
La basílica [de] San Miguel (en francés: basilique Saint-Michel) es uno de los principales lugares de culto católicos en la ciudad de Burdeos, en el suroeste de Francia. Construida a partir del siglo XIV al XVI, es característica del estilo gótico flamígero.
La basílica comparte con la catedral de Saint-André la peculiaridad de estar dotada de un campanile o campanario exento del santuario. Con una altura de 114 metros, se considera la más alta del sur de Francia y es una de las más altas del hexágono. Su base conserva una cripta que sirvió durante mucho tiempo de osario, y después de lugar de exhibición de« momias» exhumadas en el siglo XIX durante el acondicionamiento de la place Meynard, antiguo cementerio parroquial.
La iglesia fue objeto en 1846 de una clasificación al título de monumento histórico de Francia, y también es, desde 1998, uno de los bienes individuales incluidos en «Caminos de Santiago de Compostela en Francia», inscrito en el Patrimonio de la Humanidad de la Unesco (n.º ref. 868-029). En 2007 fue nuevamente incluida en el ámbito «Burdeos, puerto de la Luna».
La iglesia de Saint-Michel fue declarada como basílica menor el 1 de abril de 1903.

## Historia

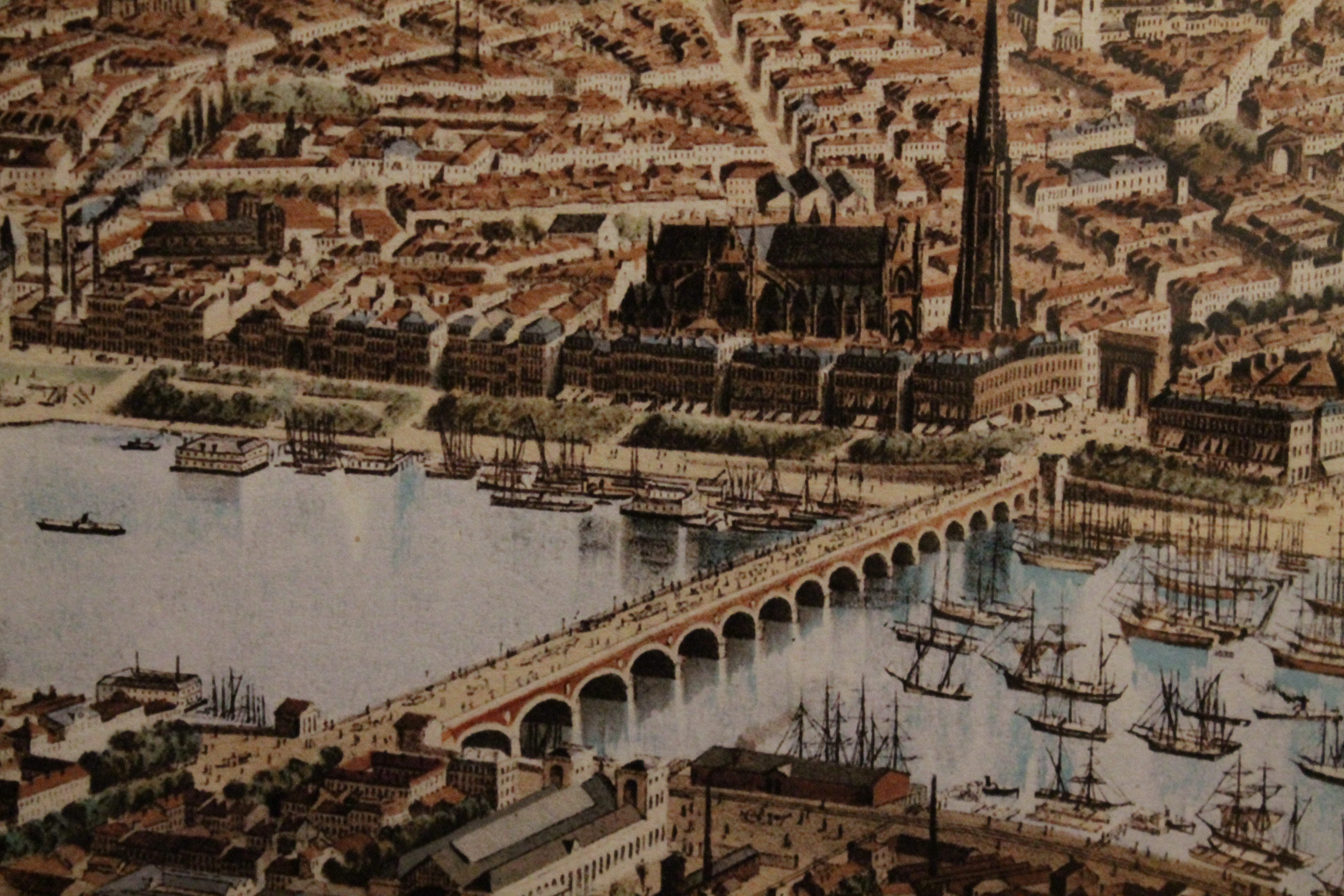
Vista caballera de Burdeos, detalle del puente de Pierre.

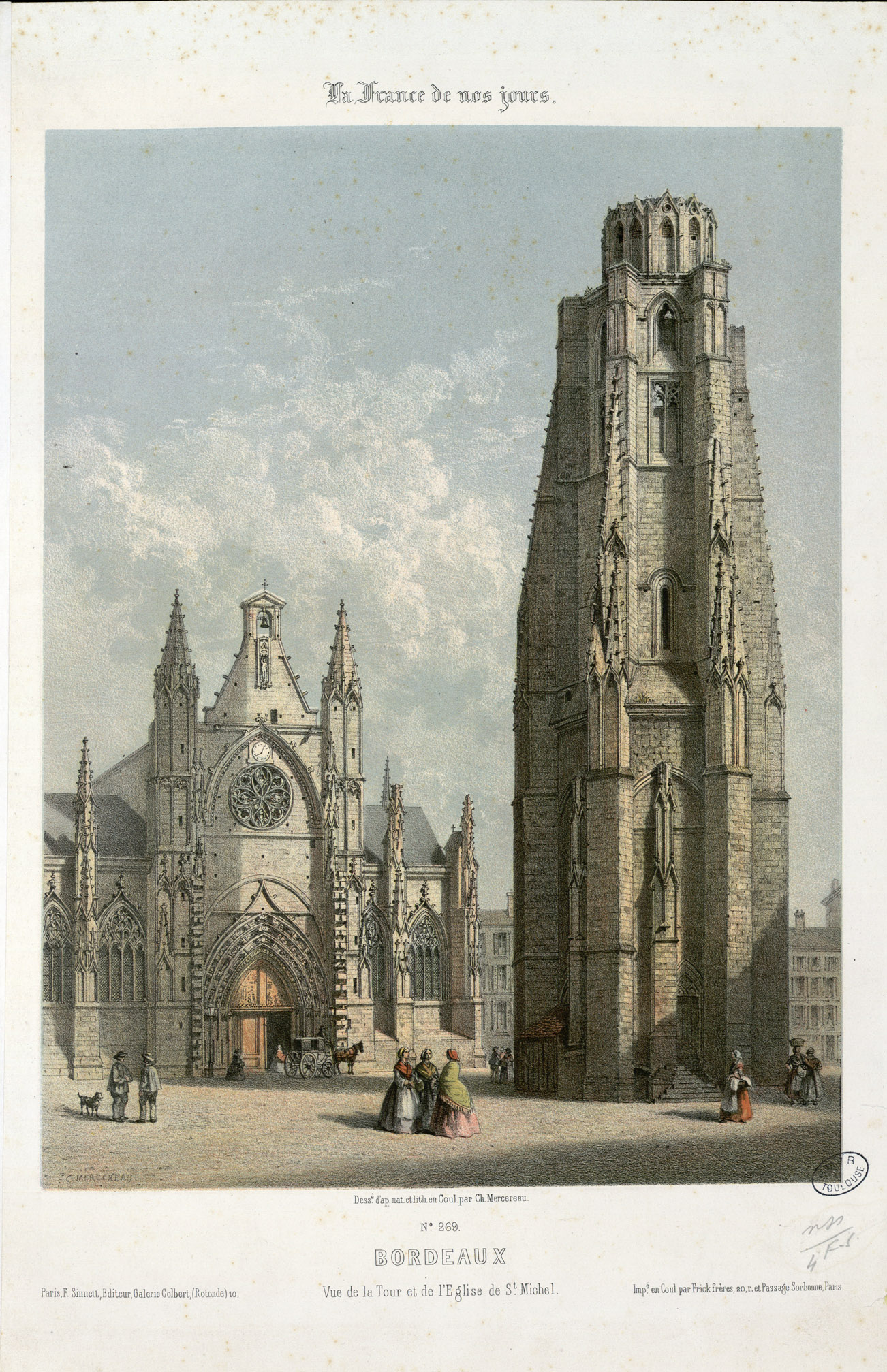
La basílica con el campanario decapitado hacia 1853.

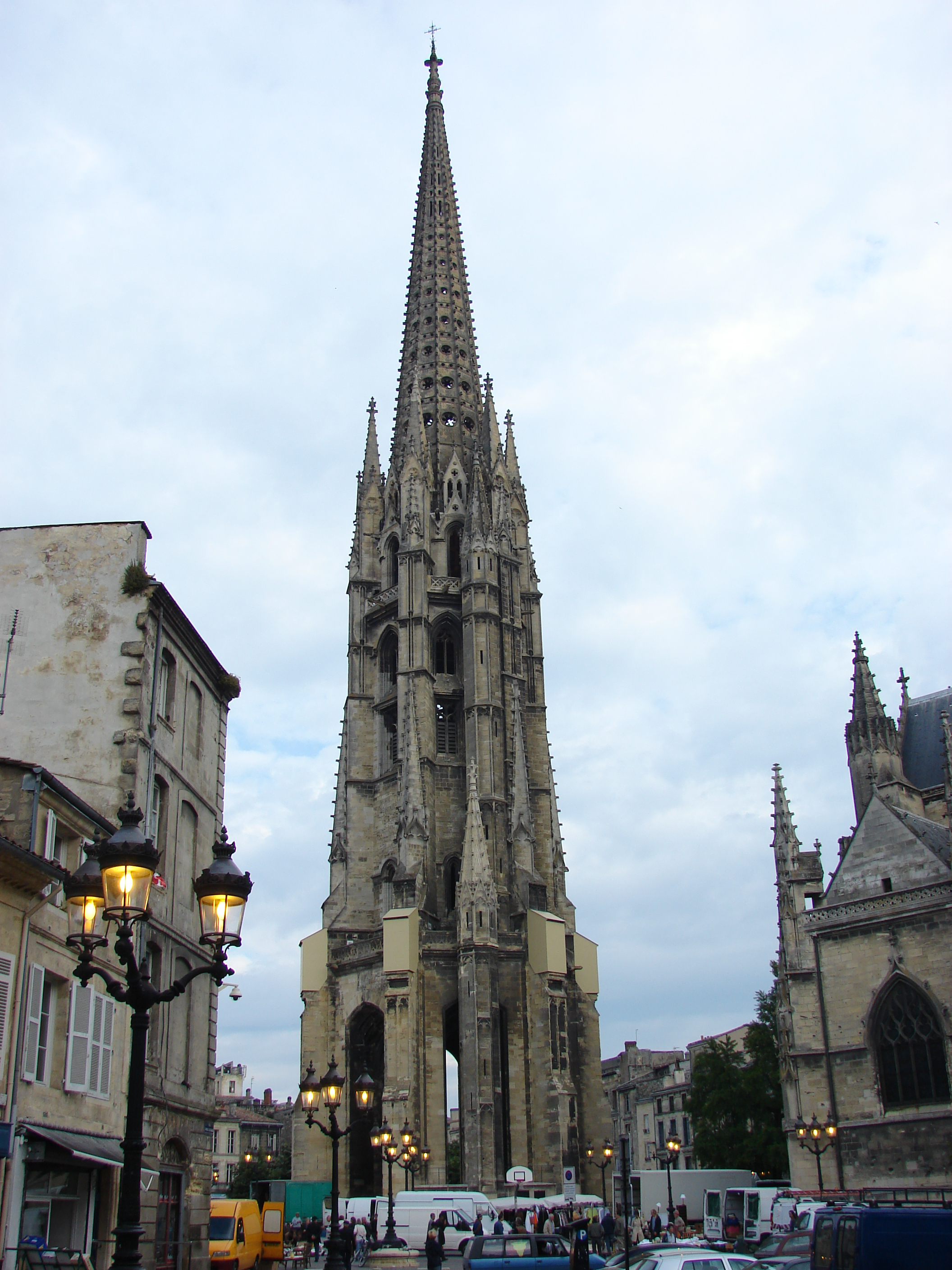
Campanario aislado

El edificio actual sucedió a una antigua iglesia ubicada « hors-les-murs » [fuera de los muros], es decir, fuera de las murallas de la ciudad. La construcción del tercer recinto urbano, que incluía el antiguo santuario, contribuyó al desarrollo del barrio durante el siglo XIV. Era entonces el dominio de mercaderes y artesanos, como «carpenteyres» (carpinteros) o «fustiers» (toneleros).
Las obras de la nueva iglesia fueron confiadas por el rey Luis XI al arquitecto Jean Lebas, originario de Saintes. En 1466, se instaló en la iglesia, todavía en construcción, un colegio de canónigos. Este último se convirtió en una etapa importante en el camino a Santiago de Compostela, que atestigua en particular la capilla Saint-Jacques. Las cofradías y las corporaciones contribuyeron con donaciones para el progreso de las obras que, sin embargo, no se completaron antes del siglo XVI.
El edificio sufrió las consecuencias del terremoto que afectó a Burdeos el 10 de agosto de 1759. Repetidamente golpeado por el rayo, carente de pararrayos, la flecha del campanario se desmoronó por un huracán en septiembre de 1768, lo que dejó su altura con "solo" 99 metros. Se había realizado en 1755 un proyecto de restauración, que había quedado sin realizar. En enero de 1769 la fábrica de la iglesia decidió confiar la restauración de la torre del campanario al arquitecto del rey, Jacques Hardouin-Mansart Sagonne (1711-1778), el último de los Mansart y nieto de Jules Hardouin-Mansart, llegado a Burdeos con la esperanza de que se le confiara la construcción del nuevo ayuntamiento. Fechado el 21 de enero de 1769, este proyecto tuvo poco más éxito que el anterior, por la falta de fondos suficientes para su realización y ello, a pesar de la búsqueda decidida en abril de 1771 de la fábrica en sus feligreses. Su construcción se estimó en 50 000 libras. El proyecto de Mansart de Sagonne fue definitivamente rechazado cuando, en 1811, la parroquia adoptó el proyecto del arquitecto Louis Combes. La reconstrucción de la aguja esperará, sin embargo, hasta 1860, cuando Paul Abadie, arquitecto del Sagrado Corazón en París, comenzó a trabajar en el estilo gótico del edificio. Se completarán en 1869.
El campanario presentaba hasta entonces una apariencia truncada. A principios del siglo XIX, recibió un telégrafo Chappe. Durante su visita a Burdeos en 1843, Victor Hugo lo describió en estos términos: 

La torre, aunque todavía está coronada con un bloque de ocho lados y ocho aguilones, es áspera y truncada en su cima. Sentimos que está decapitada y muerta. El viento y el día pasan a través de sus largas ojivas sin fenestrages y sin parteluces como a través de huesos grandes. Ya no es un campanario; es el esqueleto de un campanario
La tour, quoique couronnée encore d'un bloc à huit pans et à huit pignons, est fruste et tronquée à son sommet. On sent qu'elle est décapitée et morte. Le vent et le jour passent à travers ses longues ogives sans fenestrages et sans meneaux comme à travers de grands ossements. Ce n'est plus un clocher ; c'est le squelette d'un clocher.

En 1791, el directorio del departamento ordenó la eliminación del antiguo cementerio parroquial que rodeaba la iglesia, la actual place Meynard. Las osamentas se amontonaron en la cripta debajo del campanario y luego se cubrieron de tierra. Fue durante la realización de esos trabajos cuando se descubrieron docenas de cuerpos momificados, las «momies de Saint-Michel». Se dispusieron en la cripta, que fue abierta para su visita hasta 1979. En esa fecha, los cuerpos fueron de nuevo inhumados, esta vez en el cementerio de la Chartreuse.
El 1.º de abril de 1903, una breve apostólico elevó la iglesia parroquial Saint-Michel a basílica menor.
El 21 de junio de 1940, los bombardeos hicieron volar una parte de las vidrieras de la basílica, que fueron reemplazadas después de la guerra por vidrieras modernistas debidas al artista Max Ingrand, y a Jean-Henri Couturat las de las capillas ambulantes.

## Arquitectura

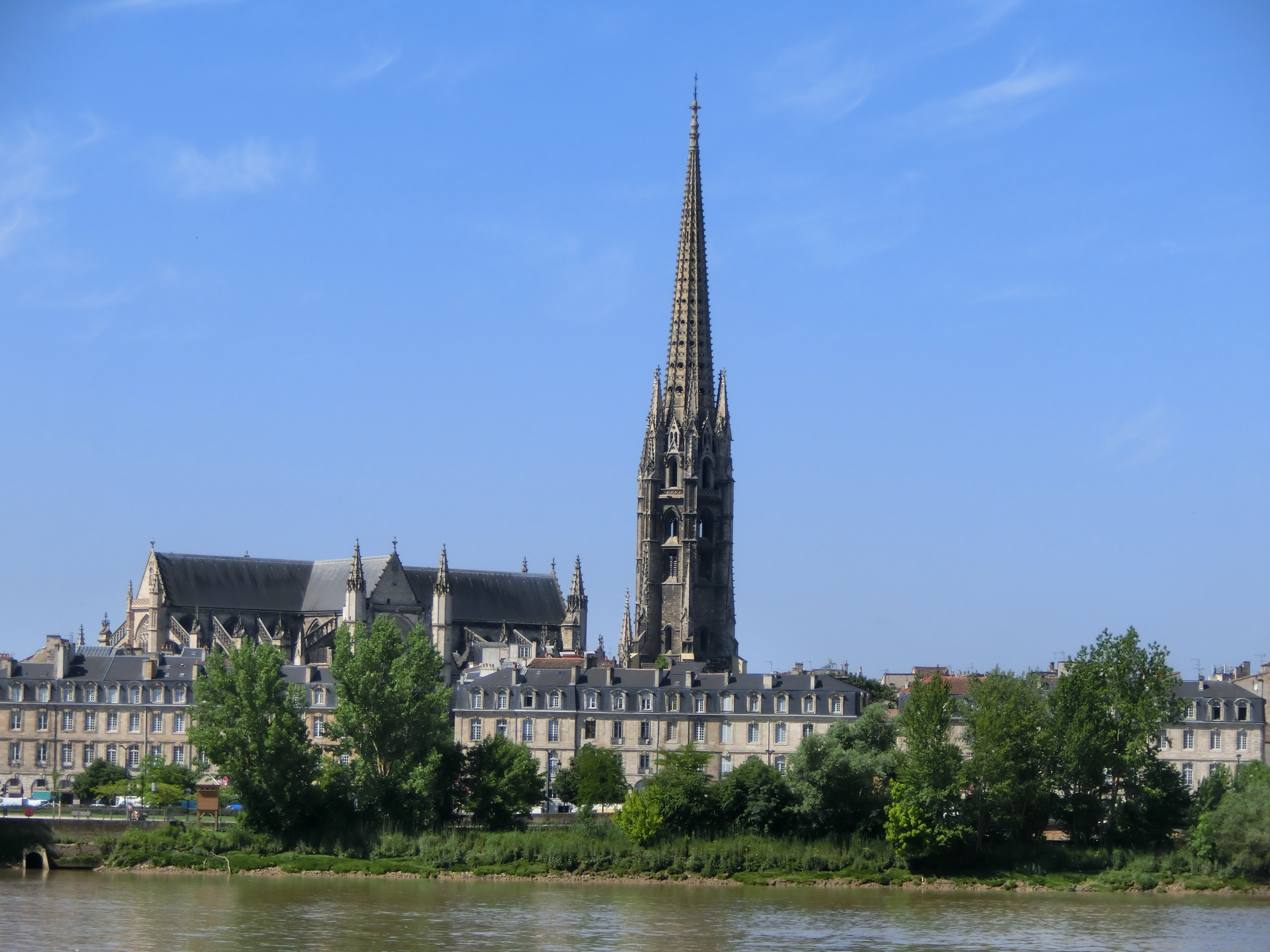
Vista lejana

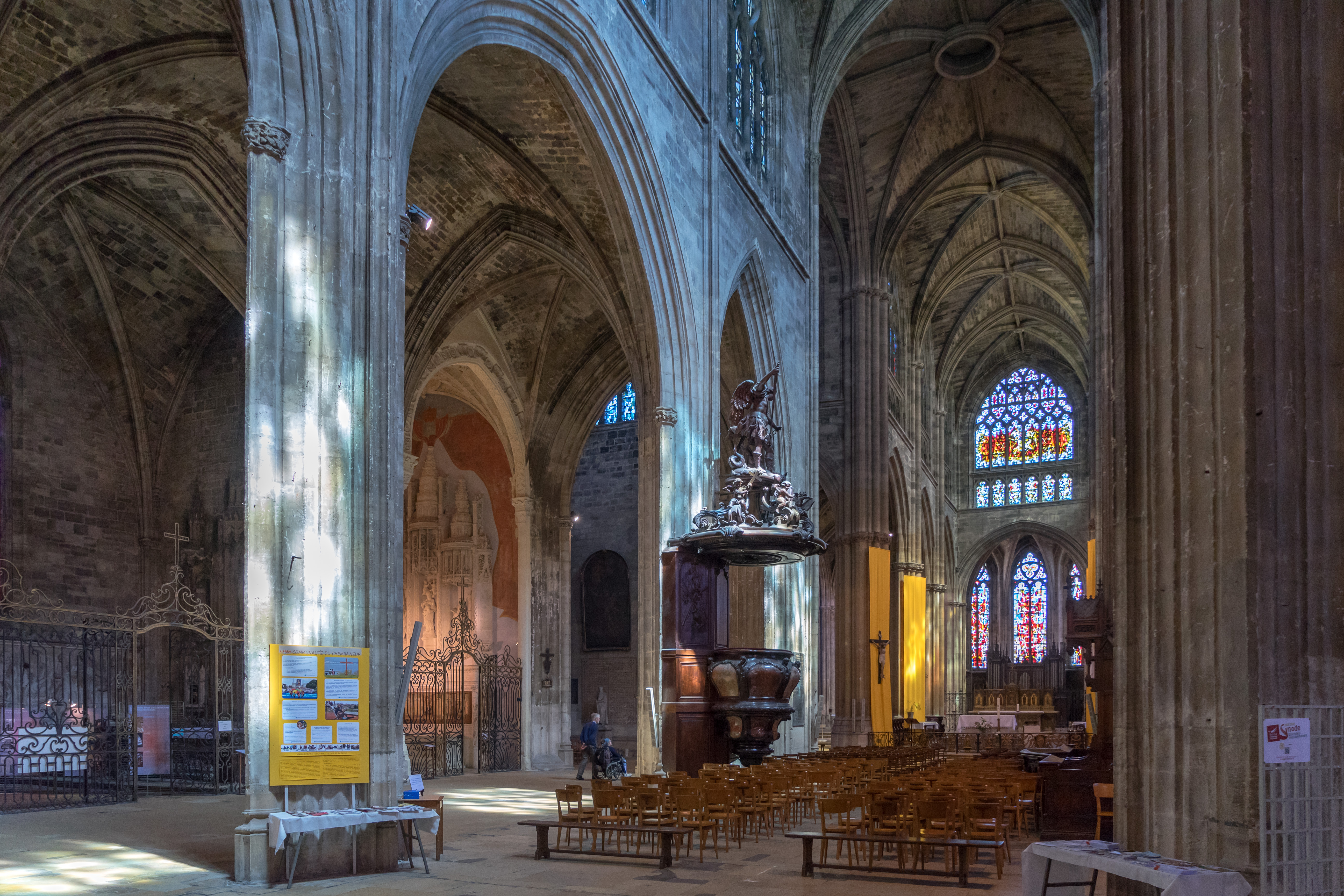
Nave de la basílica

Con una longitud de 75 m, desde el coro hasta la entrada de la nave, con 38 m de anchura en el transepto, la basílica es uno de los mayores lugares de culto de Burdeos. Característico del estilo gótico flamígero, presenta un planta de cruz latina con nave central y dos laterales. La nave, de 23 m de altura, tiene cuatro tramos y está completamente cubierta por una bóveda de ojivas oblonga, así como lo están las naves laterales. Un ancho transepto sobresaliente separa simbólicamente la nave del coro, que consta de tres tramos y que retoma las disposiciones de la nave. Tres absidiolos poligonales cierran el conjunto.
Las naves laterales están dobladas con una serie de 17 capillas laterales, cada una de las cuales está dedicada a una cofradía o corporación. Muchas de estas capillas tienen obras de arte. así, la capilla Saint-Jacques, construida desde 1470 hasta 1475, tiene un retablo de madera del siglo XVII. Está decorado en el centro con una pintura que representa La apoteosis de Santiago (1632). La capilla también alberga la tumba de un jacquet (peregrino a Compostela), la capilla está dedicada a los peregrinos en camino a Santiago de Compostela. Además, la capilla de Ferron está adornada con una composición esculpida que retoma el tema de la deposición de la cruz (1493). Otra capilla está dedicada a Santa Catalina patrona de los marineros.
Otras obras de arte en la basílica incluyen una pietà fechada a partir de finales del siglo XV y una escultura que representa a santa Úrsula, que alberga bajo su manto a las vírgenes mártires de Colonia. En la nave, un púlpito del siglo XVIII que combina madera de caoba y paneles de mármol está coronado por una estatua de San Miguel, patrón de la iglesia.
Grandes ventanas con tracería flamígera iluminan la basílica. Las vidrieras son en su mayoría del siglo XVI y del XIX-XX. Entre las más antiguos se encuentran un árbol de Jesé dominado por tonos rojos, amarillos y azules. Las vidrieras del coro, debidas al artista Max Ingrand, reemplazaron a las ventanas del siglo XIX destruido por los bombardeos.
Varias losas numeradas o grabadas en la nave dan testimonio de la antigua costumbre de los adinerados de ser enterrados en la iglesia. Esta práctica fue cayendo gradualmente en desuso durante el siglo XVIII por razones de salud pública.

### Campanario

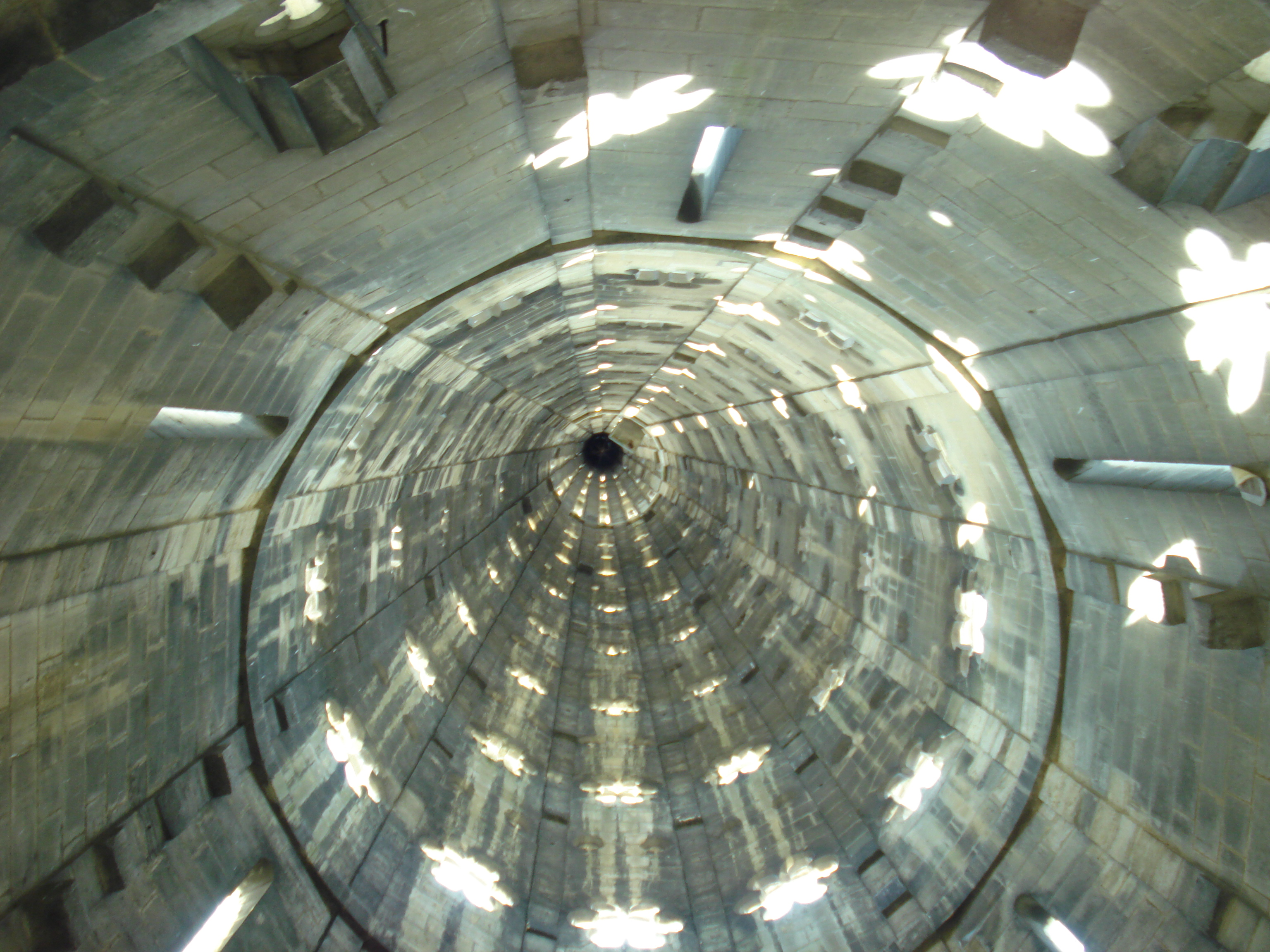
Vista interior del campanario

El campanario forma una estructura independiente del santuario. Situado a varias decenas de metros de la puerta principal, se debe al arquitecto Jean Lebas. Bordeado con contrafuertes y pináculos, soporta una flecha perforada construida entre 1861 y 1869 por Paul Abadie. Con una altura de 114,60 m, la flecha de Saint-Michel de Burdeos es el campanario más alto del sur de Francia y el segundo del país, tras Estrasburgo.
El campanile de la basílica de San Miguel está dotado un carillón de 22 campanas (aunque este número es inferior a los 23 requeridos por la federación nacional de los carrillones). Después de la restauración, el carillón ha estado de nuevo en funcionamiento desde el 17 de septiembre de 1999.

## Órganos

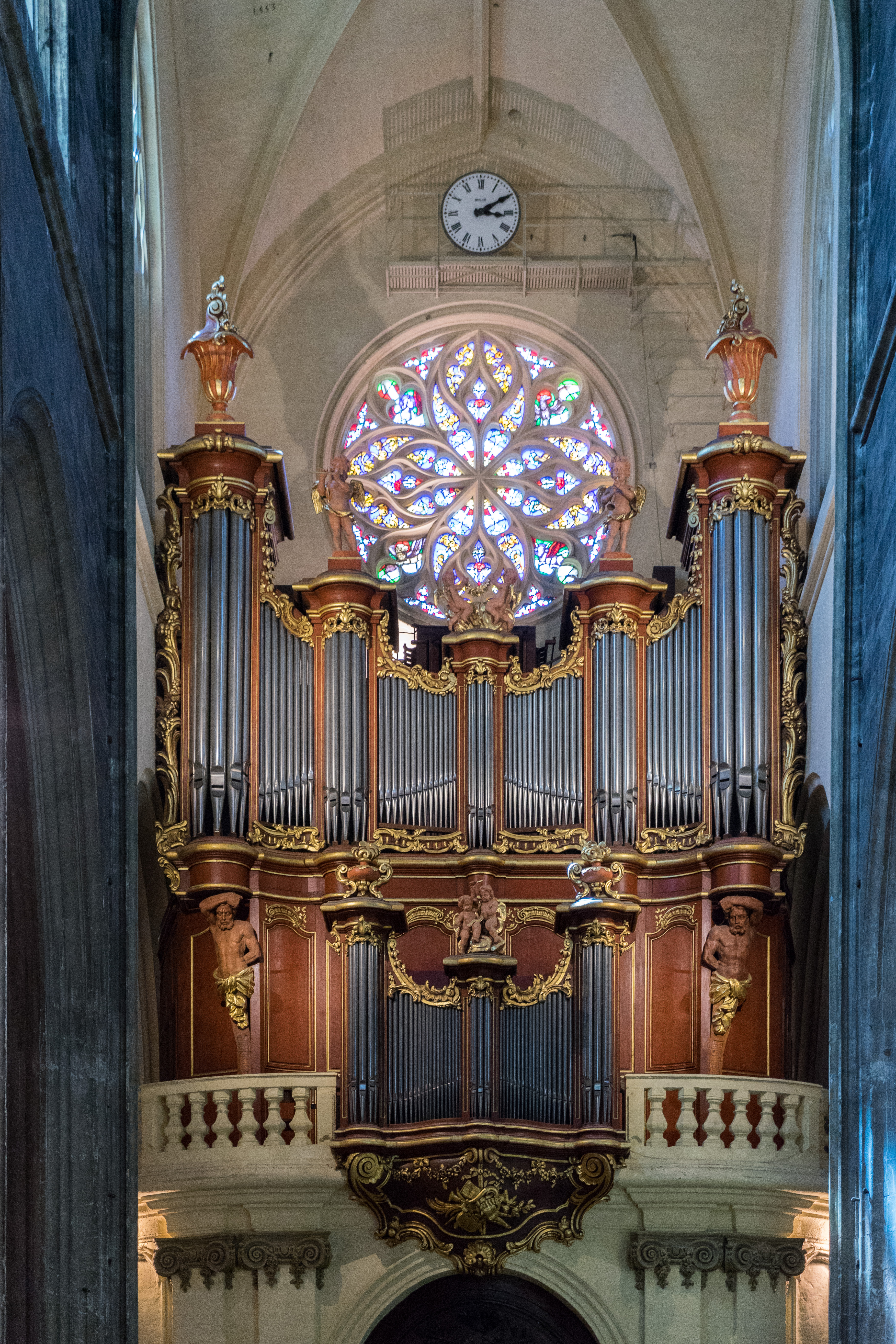
Órgano de la basílica

La caja del órgano, de estilo Luis XV, fue construida entre 1762 y 1765 por Cessy y Audebert. Los grandes órganos, obras del organero Micot, han sido restaurados varias ocasiones, y especialmente reconstruidos por Joseph Merklin en 1865. Tienen 41 juegos para tres teclados y un pedalero.
En 2008 los grandes órganos se desmantelaron para restaurarlos nuevamente. Esta tarea, encomendada a los órganeros Bernard Hurvy, Olivier Robert y Stéphane Robert con la asistencia de Michel Jurine, se completó en 2011. La inauguración del órgano restaurado tuvo lugar el 16 de septiembre de 2011; el organista Thierry Escaich improvisó e interpretó su Concierto para órgano y orquesta n.º 2 y el Concierto para órgano, cuerdas y timbales de Francis Poulenc con la Orchestre national Bordeaux Aquitaine bajo la dirección de Pieter-Jelle De Boer.
La caja está clasificada como monumento histórico en 1846, mientras que la parte instrumental lo fue desde 1987. El titular del instrumento es Paul Darrouy.

## Galería de imágenes

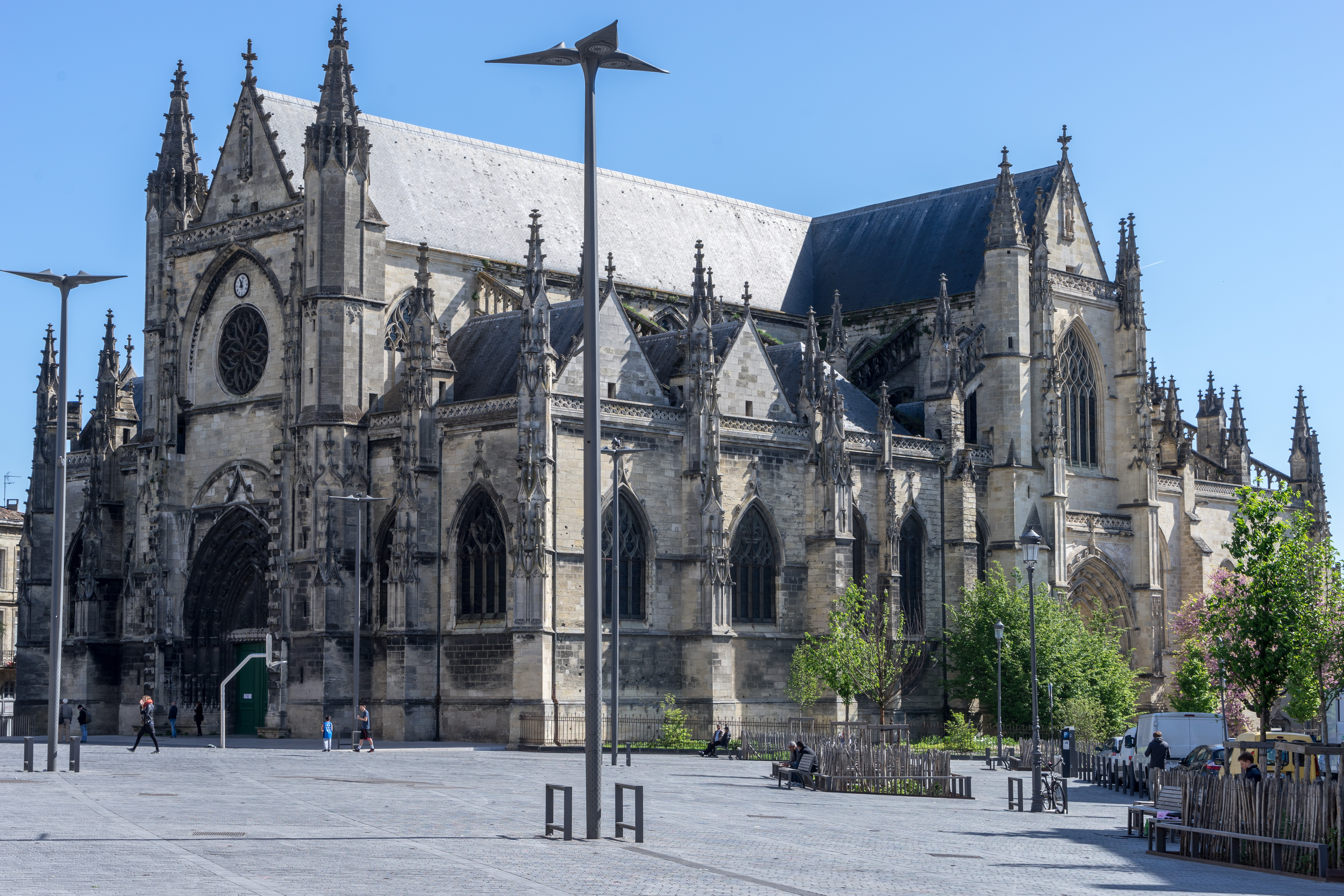
Vista general exterior, con el campanario.
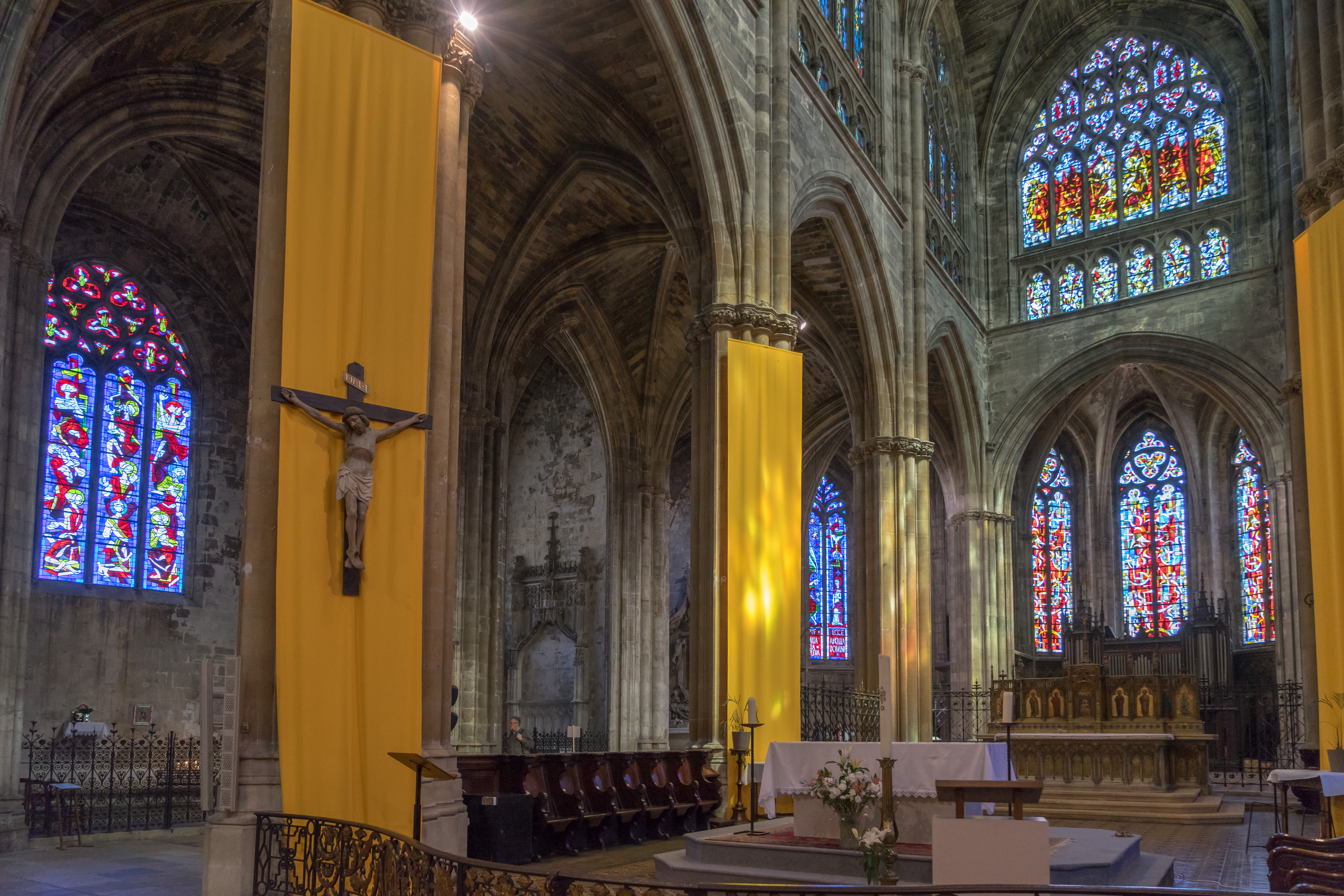
Coro. Vitrales modernas.
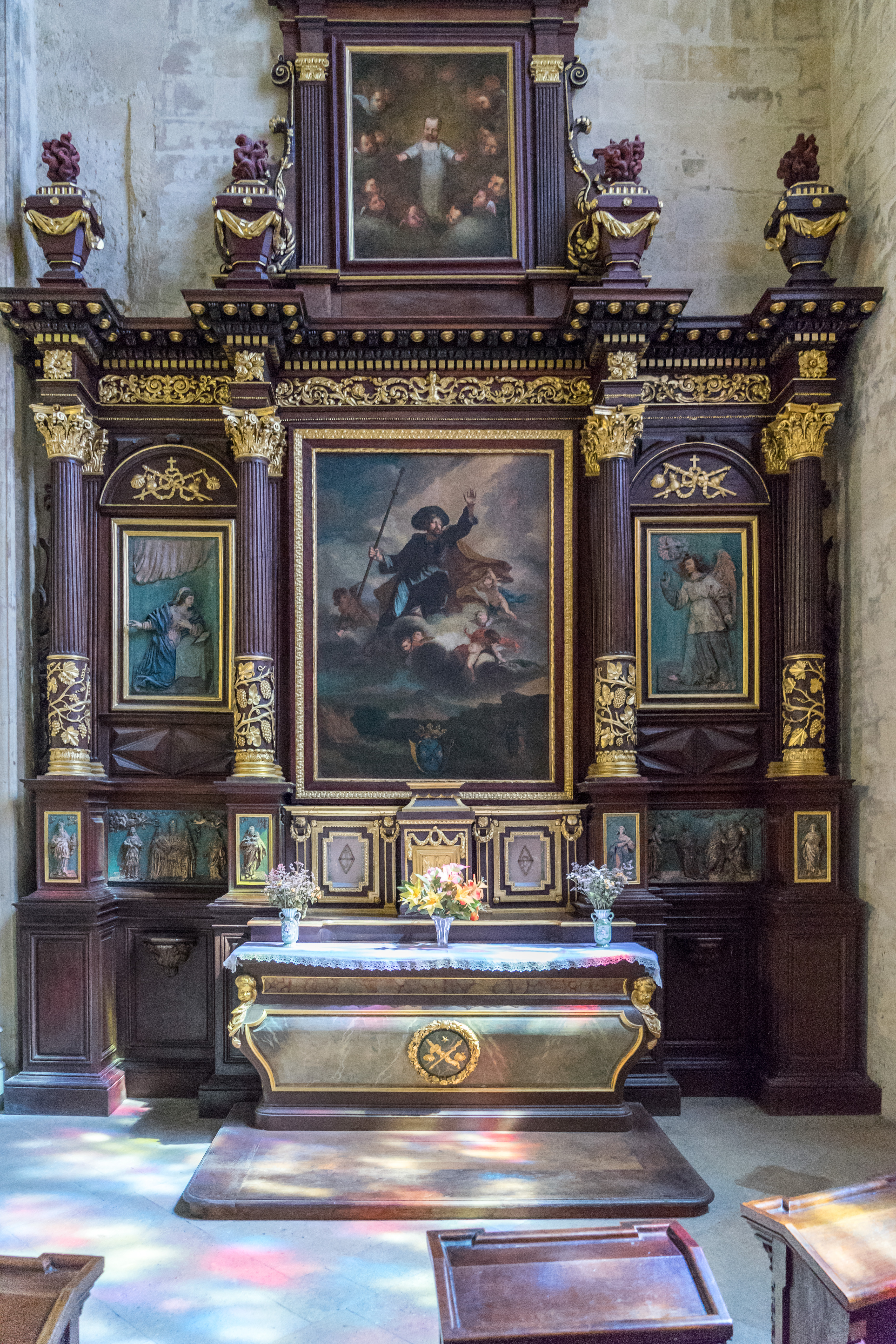
Retablo de la capilla Saint-Jacques.
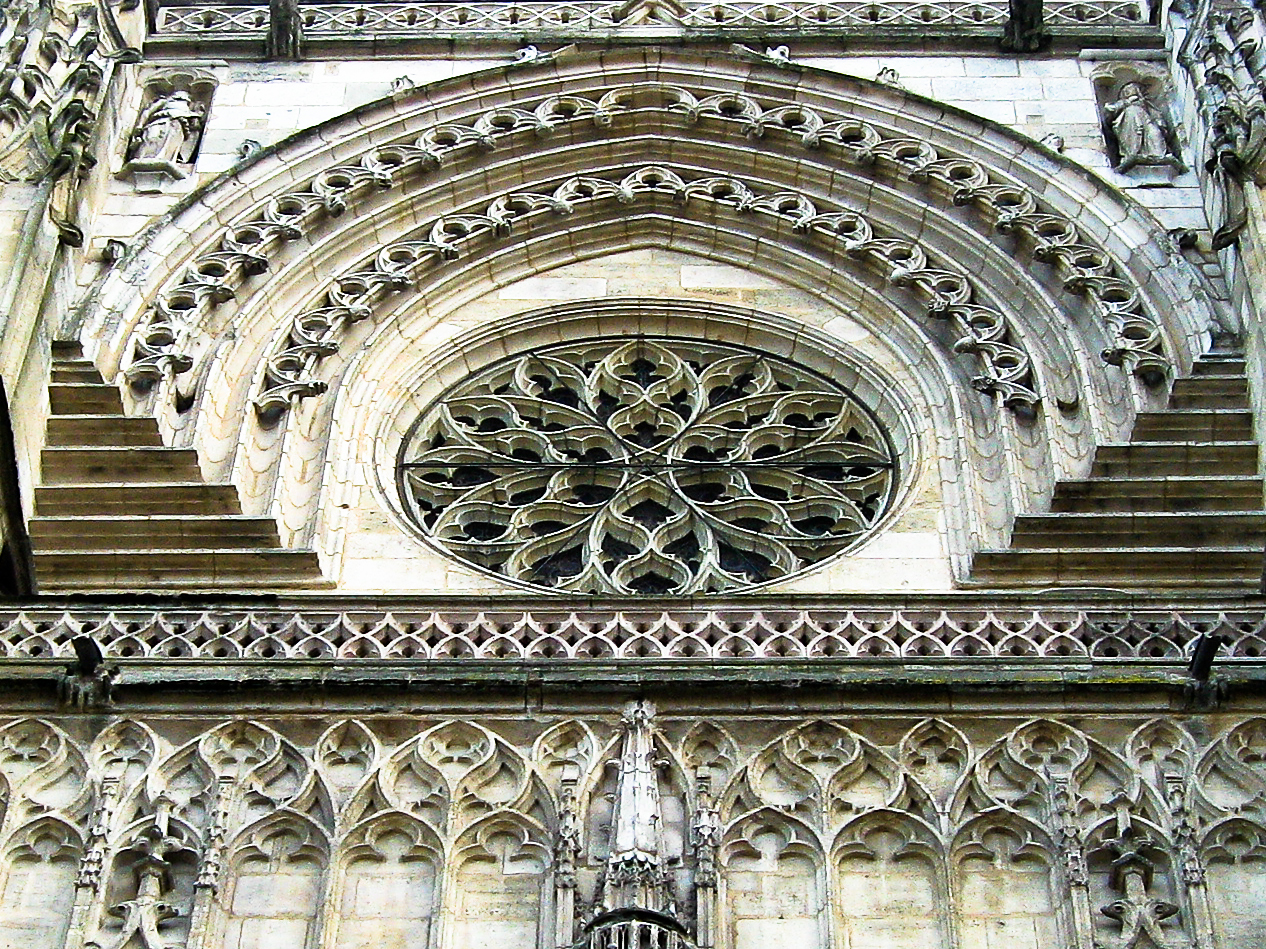
El rosetón de la Basílica.

## Las «momias»
La cripta localizada bajo el campanario era famosa por sus «momias», que se descubrieron durante los movimientos de tierra del antiguo cementerio parroquial en 1791. Varias decenas de cuerpos preservados por el suelo arcilloso se exhumaron y se colocaron en círculo en la cripta, rápidamente transformada en una especie de museo. Las momias atraían a curiosos, a veces famosos. Victor Hugo visitó la cripta en 1843, seguido por Théophile Gautier unos años después. Este último escribe lo siguiente: «Nunca han salido de la noche alemana espectros más abominables».
En 1979, las momias fueron retiradas de la cripta y nuevamente enterradas, esta vez en el cementerio de Chartreuse.

## Vida parroquial
La iglesia de Saint-Michel, la iglesia de Saint-Pierre, la iglesia abacial de Sainte-Croix, la iglesia de Saint-Paul y la iglesia de Saint-Éloi forman el sector pastoral del puerto, agrupado en una parroquia confiada a la Comunidad del Chemin Neuf. La iglesia de San Pablo sigue siendo administrada por los dominicanos; en cuanto a la iglesia de Saint-Eloi, es administrada por el Instituto del Buen Pastor.